# 中士幌駅

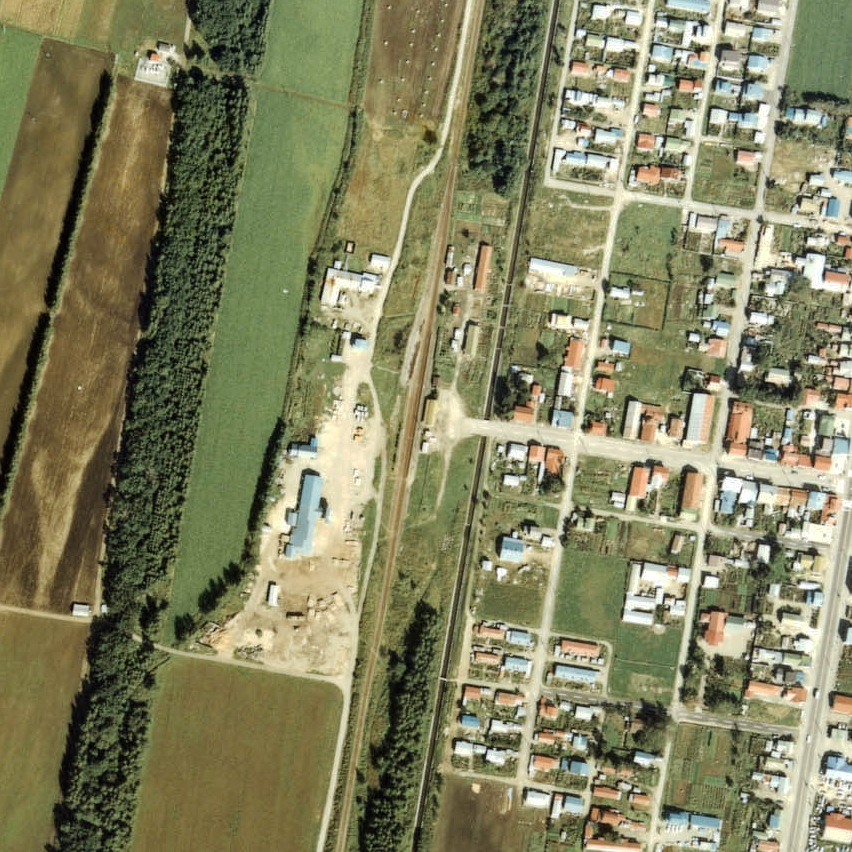
1977年の中士幌駅と周囲約500m範囲。上が士幌方面。

中士幌駅（なかしほろえき）は、かつて北海道河東郡士幌町字中士幌に存在した、日本国有鉄道（国鉄）士幌線の駅である。電報略号はナシ。事務管理コードは▲111405。

## 歴史
- 1925年（大正14年）12月10日 - 開業。一般駅[2]。
- 1969年（昭和44年）11月28日 - 側線で貨車の脱線転覆事故が発生。士幌駅から暴走してきた貨車7両を受け止めるために、側線に貨車12両を並べて意図的に衝突させたもの。負傷者は発生しなかったが転覆したタンク車から重油が流出、消防車が出動した[3]。
- 1970年（昭和45年）9月10日 - 貨物・荷物の取り扱い（到着小荷物（特別扱新聞、雑誌を除く）を廃止[2][4]。同時に無人化[5][6]。
- 1974年（昭和49年）10月1日 - 新聞、雑誌の取り扱いを廃止[2]。
- 1987年（昭和62年）3月23日 - 士幌線の全線廃止に伴い、廃駅となる[2]。

### 駅名の由来
士幌川の中流域に位置することから。

## 駅構造
廃止時点では1面1線の単式ホームを有する無人駅であったが、当初は2面2線の相対式ホームを有する列車行き違い可能駅であった。

## 駅周辺
- 北海道道596号中士幌停車場線
- 国道241号
- 士幌町立中士幌小学校
- 中士幌郵便局
- 十勝バス、北海道拓殖バス「中士幌待合所」停留所

## 現状
現在、駅施設は何も残っておらず、当駅の跡地は草叢と化している。

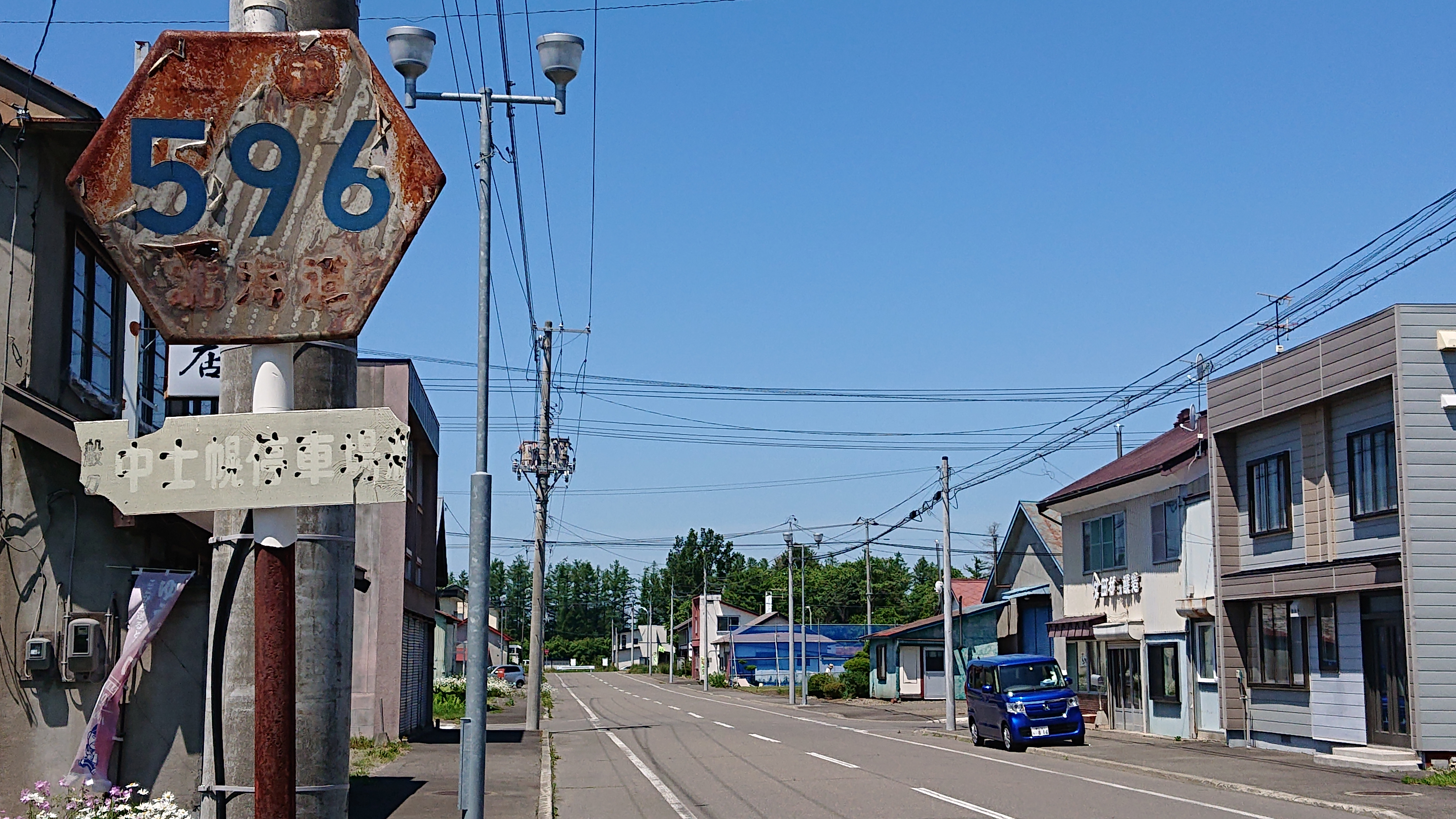
北海道道596号中士幌停車場線。写真の突き当りに中士幌駅が存在した。
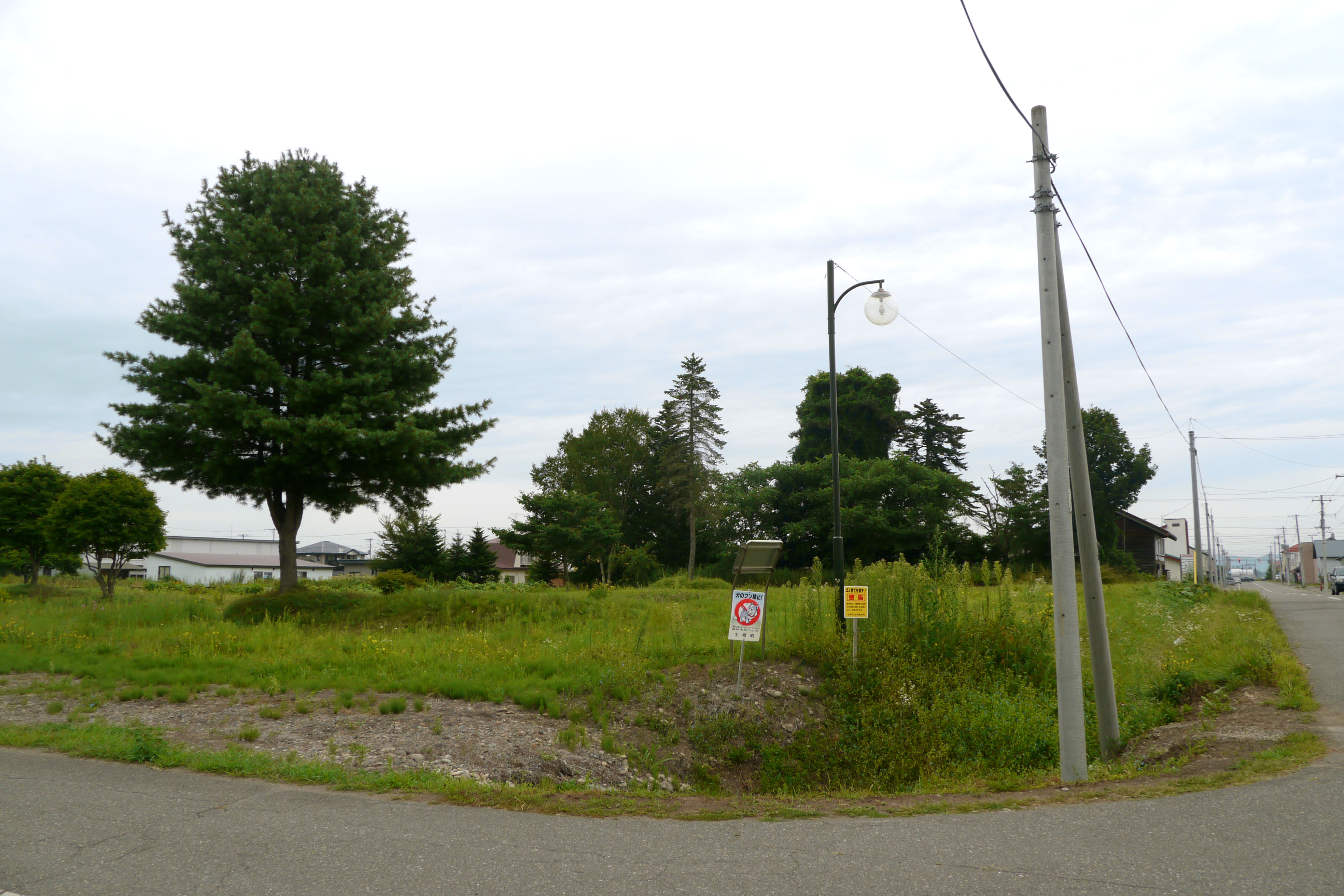
中士幌駅跡　(2011年8月16日)
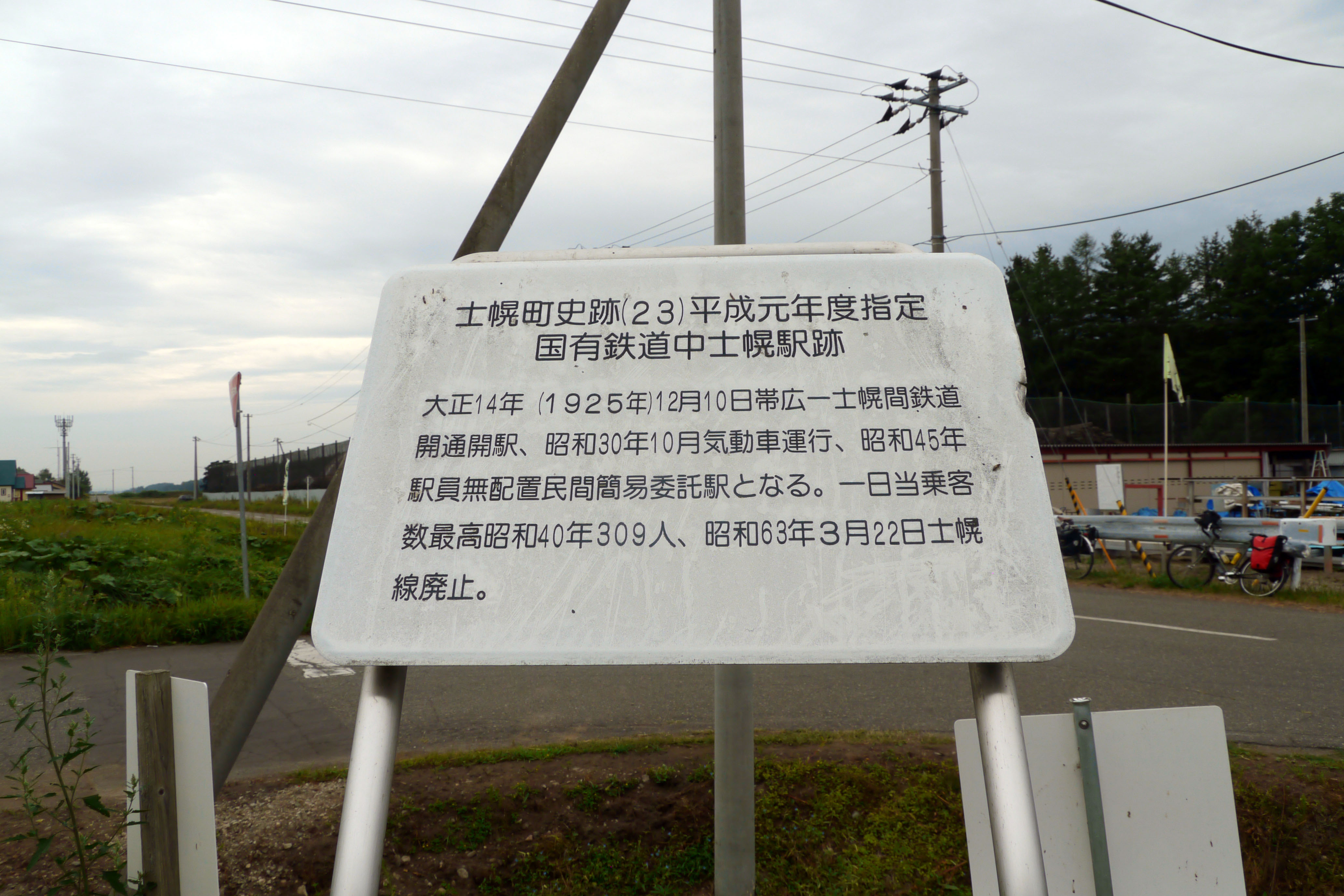
中士幌駅跡の看板　(2011年8月16日)

## 隣の駅
日本国有鉄道
士幌線
武儀駅 - 中士幌駅 - <新士幌仮乗降場> - 士幌駅